# Walter Ott (Politiker)
Walter Ott (* 22. September 1904 in Ebingen; † 31. August 1960 ebenda) war ein deutscher Politiker (FDP/DVP).

## Leben
Walter Ott war Diplom-Ingenieur und wurde 1952 Landtagsabgeordneter im Landtag von Württemberg-Baden. Von 1952 bis 1956 war er Mitglied des baden-württembergischen Landtags.